# Atelestidae
Famille
Les Atelestidae sont une famille de diptères brachycères.

## Liste des genres et espèces
Selon Catalogue of Life (27 févr. 2013) :
- Acarteroptera
  - Acarteroptera licina
  - Acarteroptera recta
- Atelestus
  - Atelestus dissonans
  - Atelestus pulicarius
- Dianafranksia
  - Dianafranksia fisheri
- Meghyperus
  - Meghyperus nitidus
  - Meghyperus occidens
  - Meghyperus sudeticus
- Nemedina
  - Nemedina acutiformis
  - Nemedina alamirabilis
  - Nemedina zaitsevi

Selon ITIS (27 févr. 2013) :
- genre Meghyperus

Selon NCBI (27 févr. 2013) :
- genre Acarteroptera
  - Acarteroptera recta
- genre Atelestus
  - Atelestus pulicarius
- genre Meghyperus
  - Meghyperus occidens
  - Meghyperus sudeticus

Selon Paleobiology Database (27 févr. 2013) :
- sous-famille Atelestinae